# Muhammad I al-Mustansir
Muhammad I al-Mustansir (Abd Allah Muhammad I al-Mustansir ben Yahya I) (d. 1277) a fost al doilea conducător al dinastiei Hafside din Ifriqiya și primul care a revendicat titlul de calif. Al-Mustansir a încheiat un acord de pace pentru a pune capăt celei de a Opta Cruciade declanșate de Ludovic al IX-lea, regele Franței, în 1270. Muhammad I al-Mustansir fusese vasal al regelui Siciliei, dar a denunțat această relație după ce regele Manfred al Siciliei a fost înlăturat de pe tron de Carol I al Neapolelui.

## A Opta Cruciadă
Sultanul mameluc Baibars ataca resturile statelor cruciate din Siria. Baibars profitase de ocazie după ce un război între orașele Veneția și Genova (1256–1260) epuizaseră resursele porturilor siriene controlate de cele două orașe. În 1265 Baibars capturase Nazareth, Haifa, Toron și Arsuf. Hugo al III-lea al Ciprului, oficial rege al Ierusalimului, a debarcat la Acre să apere orașul, în timp ce Baibars a înaintat în nord până în Armenia, aflată atunci sub control mongol.
Aceste evenimente au dus la o nouă cruciadă în 1267. Ludovic al IX-lea a fost convins de fratele său Carol I, rege al Neapolelui și Siciliei, să atace mai întâi Tunisul, ceea ce le-ar fi dat o bază puternică pentru atacarea Egiptului, scopul cruciadei anterioare a lui Ludovic, precum și a celei de a Cincea Cruciade dinaintea sa, ambele învinse acolo. Se zvonea că Muhammad I al-Mustansir este favorabil creștinismului prin legăturile cu Spania creștină și era considerat a fi un bun candidat la convertire. Carol a sugerat fratelui său că sosirea unei cruciade care să-l susțină ar fi putut aduce convertirea lui al-Mustansir. Astfel, Ludovic și-a îndreptat a Opta Cruciadă împotriva Tunisului.
În 1270 Ludovic a debarcat pe coasta africană în iulie. Mare parte din armată s-a îmbolnăvit din lipsa apei de băut, iar Ludovic însuși a murit de „flux în stomac” la o zi după sosirea lui Carol. Carol l-a proclamat rege pe fiul lui Ludovic, Filip al III-lea, dar cum acesta era prea tânăr, Carol a devenit liderul cruciadei. 
Din cauza îmbolnăvirilor, asediul Tunisului a fost abandonat la 30 octombrie printr-un acord cu al-Mustansir. Prin acest acord, creștinii obțineau liber schimb cu Tunisul, și drept de locuință pentru preoți și călugări, astfel că cruciada a putut fi considerată a fi un succes parțial. După ce a aflat de moartea lui Ludovic și de evacuarea cruciaților din Tunis, sultanul Baibars al Egiptului și-a anulat planul de a trimite soldați egipteni să lupte cu Ludovic la Tunis.